# مجموعات النسر الأحمر
مجموعات النسر الأحمر هي أحد الأجنحة العسكرية التابعة للجبهة الشعبية لتحرير فلسطين شاركت في الانتفاضة الفلسطينية الأولى مع مجموعات الفهد الأسود الجناح العسكري لحركة فتح.